# Microbiotheria
Ordre
Famille
Les Microbiotheres (Microbiotheria) sont un ordre de mammifères marsupiaux. Il ne comprend qu'une seule espèce vivante, le Colocolo, à ne pas confondre avec le félin sud-américain aussi appelé Colocolo.

## Taxonomie
- famille Microbiotheriidae Ameghino, 1887
  - genre Dromiciops Thomas, 1894
    - Dromiciops gliroides Thomas, 1894 - le Colocolo